# Österreichischer Wintersportclub
Der Österreichische Wintersport Club (ÖWSC) ist ein österreichischer Ski-, Wintersport- und Eishockeyverein, der 1904 gegründet wurde und 1905 dem österreichischen Skiverband beitrat. Gustav Jahn, prominenter Bergsteiger, Landschaftsmaler und Grafiker, zählte zu den Gründungsmitgliedern. Jahn war auch als Schisportler erfolgreich, wobei zu dieser Zeit, noch keine Trennung zwischen Alpinschilauf und den nordischen Disziplinen existierte. Die Förderung des Schisports in allen seinen Formen blieb stets auch ein wesentlicher Vereinsszeck des ÖWSC. Im Januar 1927 wurde der Club zudem in den österreichischen Eishockeyverband aufgenommen. Der Verein war bei der Aufnahme im 20. Wiener Bezirk Brigittenau  beheimatet.

## Geschichte
Im Oktober 1934 erfolgte die Umbenennung in Österreichischer Winter-Sport-Club WAF. Zur Saison 1935/36 wurde wieder der alte Name angenommen. Durch die Aktivitäten des ÖWSC auf der Kunsteisbahn des Hotels Panhans am Semmering, welche am 25. Dezember 1926 eröffnet wurde, konnte der Verein seine Qualität des Eishockeyspiels erheblich verbessern. Durch die Kunsteisbahn war der Verein nicht mehr so stark von den Witterungseinflüssen abhängig, wie die Vereine mit Natureisplätzen.
In der Kreismeisterschaft Ost, die die Gebiete Wien, Niederdonau und Steiermark umfasste, spielte in der Saison 1938/39 eine Spielgemeinschaft aus ÖWSC und Wiener AC.

## Wiener Eishockeymeisterschaften
In der Saison 1927/28 spielte der ÖWSC in der Gruppe B der 2. Klasse in Wien. Da man hier den ersten Platz in der Gruppe erreichte, stieg der ÖWSC in die Gruppe A der 2. Klasse vor der Saison 1928/29 auf. Auch in dieser Gruppe erreichte der ÖWSC den ersten Platz und wurde im Rahmen einer Aufstockung der 1. Klasse der Wiener Eishockeymeisterschaften in diese aufgenommen. Innerhalb der 1. Klasse wurde der ÖWSC in die Gruppe B eingeteilt. Hier erreichte der Verein den zweiten Platz.
In der Saison 1930/31 spielte der ÖWSC in der Gruppe A der 1. Klasse und belegte den zweiten Platz. Die Gruppen wurden auf Grund immer neuer Vereine, die dem Verband beitraten, neu geordnet. So befindet sich der ÖWSC in der Saison 1931/32 in der Gruppe B der 1. Klasse und wird Dritter seiner Gruppe.
In der Saison 1932/33 spielte der ÖWSC in der Gruppe A der 2. Klasse und konnte diese Spielklasse gewinnen, so dass der Verein vor der folgenden Spielzeit in die 1. Klasse aufstieg.
In der Saison 1935/36 gehörte der ÖWSC der neu gegründeten Wiener Liga an. In der Saison 1936/37 belegte der ÖWSC den vierten und damit letzten Platz der Liga und stieg daher wieder in die 1. Klasse ab.  In der 1. Klasse kann der ÖWSC 1937/38 nur den letzten Platz belegen. Da die 1. Klasse ihre Spiele vor dem Einmarsch der Nazis in Österreich beenden kann, steht hier noch das Ergebnis fest.

## Sonstige Aktivitäten
Da der Österreichische Wintersport Club im Laufe der Jahre mit zu den besten Mannschaften Österreichs zählte, absolvierte er auch zahlreiche Eishockeyspiele gegen ausländische Mannschaften. Hier einige Beispiele:
- 15.02.1936 Cortina d’Ampezzo    ÖWSC – Cortina 0:0
- 16.02.1936 Cortina d’Ampezzo    ÖWSC – Cortina 0:2
- 10.02.1928 Semmering, Kunsteisbahn    ÖWSC – Troppauer EV 0:2
- 10.02.1928 Semmering, Kunsteisbahn    ÖWSC – Cortina      3:2
- 07.02.1929 Cortina d’Ampezzo    ÖWSC – Cortina 4:1
- 08.02.1929 Cortina d’Ampezzo    ÖWSC – Cortina 0:0
- 09.02.1929 Cortina d’Ampezzo    ÖWSC – Troppauer EV 2:3
- 28.11.1930 Mödling, Kunsteisbahn      ÖWSC – Brünner Eislaufverein 2:3
- 31.01.1932 Cortina d’Ampezzo    ÖWSC – Cortina 0:4
- 01.02.1932 Cortina d’Ampezzo    ÖWSC – Cortina 3:1
- 23.12.1932 Mödling, Kunsteisbahn      ÖWSC – Skiklub Bratislava 3:1
- 14.01.1933 Brünn                ÖWSC – Brünner Eislaufverein 3:1
- 15.01.1933 Brünn                ÖWSC – Moravska Ostrava 0:1
- 28.01.1934 Bled                 ÖWSC – Ilirija 1:0
- 28.01.1934 Bled                 ÖWSC – BBTE Budapest 1:0
- 31.01.1934 Laibach              ÖWSC – Ilirija 3:1

In der Saison 1930/31 nahm der ÖWSC auch an den Spielen um den Schlesinger-Cup teil und konnte den dritten Platz erreichen.